# 修道院での婚約
「修道院での婚約」（ロシア語: Обручение в монастыре, ラテン文字転写: Obrucheniye v monastyre, 英: Betrothal in a Monastery）Op. 86は、セルゲイ・プロコフィエフが作曲したオペラ（"抒情喜歌劇" лирико-комическая опера / lyrico-comic opera）。
リブレットは作曲者自身と妻のミーラ・メンデリソンによるもので、リチャード・ブリンズリー・シェリダンの戯曲『ドゥエンナ』("The Duenna")を原作とする。題名は「修道院での結婚」「ドゥエンナ（ドゥエニャ Дуэнья）」とも呼ばれる。

## 作品
オペラ「セミョーン・カトコ」の初演で様々な困難を経験したプロコフィエフは、次のオペラの題材として政治的な問題の心配がない『ドゥエンナ』に目を付ける。プロコフィエフによれば『悪口学校』をはじめとするシェリダンの作品は当時のソビエト連邦で人気があり、1940年当時『ドゥエンナ』のロシア語化にたずさわっていたメンデルソンがオペラ化を提案したとみられる。1940年の秋には作品が完成し、1941年夏にスタニスラフスキー音楽劇場(Stanislavsky Music Theater)での初演が予定されていたが、独ソ戦の開始にともない延期されている。初演は戦後の1946年5月5日にプラハの国民劇場で、ロシア初演は同年11月3日にキーロフ劇場でおこなわれた。
プロコフィエフは計画段階でこの作品を「モーツァルトかロッシーニ風のシャンパン」と呼んでおり、オペラ・ブッファの「古典的形式を現代に蘇らせた」と評される。作曲にあたってはプロコフィエフは原作の喜劇としての面を重視しながらも、全体としては恋愛に関する抒情的な面を強調したと語っている。
プロコフィエフの他のオペラと同様にレチタティーヴォ的な歌が基調になっているが、シェリダンの原作に含まれていた音楽劇の要素を反映し、一部は原作の連句(verse)をそのまま翻訳する形で、旋律的で独立した歌が多く組みこまれている。また、管弦楽と歌にまたがって「ロメオとジュリエット」を思わせる形でライトモティーフが用いられている。ロシア初演を鑑賞したドミートリイ・ショスタコーヴィチは、「このオペラには春と青春のすがすがしさがみられる。（...）『修道院での婚約』を聴いていると、巨匠の英知が豊かにした感情の自然さから、ヴェルディの『ファルスタッフ』を思い出させられる」と好意的な評を発表している。

## 配役
『オペラ名曲百科』とユロフスキ盤CD解説書を参考にした。
| 人物名             | 原名                            | 声域         | 説明                   |
| ------------------ | ------------------------------- | ------------ | ---------------------- |
| ドン・ジェローム   | Дон Жером (Don Jerome)          | テノール     |                        |
| フェルディナンド   | Фердинанд (Ferdinand)           | バリトン     | ドン・ジェロームの息子 |
| ルイーザ           | Луиза (Louisa)                  | ソプラノ     | ドン・ジェロームの娘   |
| ドゥエンナ         | Дуэнья (Duenna)                 | メゾソプラノ |                        |
| アントニオ         | Антонио (Antonio)               | テノール     |                        |
| クララ             | Клара (Clara)                   | ソプラノ     |                        |
| メンドーザ         | Мендоза (Mendoza)               | バス         |                        |
| ドン・カルロス     | Дон Карлос (Don Carlos)         | バリトン     |                        |
| アウグスティン神父 | Отец Августин (Father Augustin) | バリトン     |                        |

- その他……ラウレッタ（Лауретта、ルイーザの侍女）、ロジーナ（Розина、クララの侍女）、ロペツ（Лопец、フェルディナンドの従僕）、メンドーザの部下たち、仮面の男たち、魚売り、神父たち、僧侶たち、結婚式の客

## 物語
『オペラ名曲百科』と『オペラ事典』を参考にした。
- 舞台……18世紀、セビリア

### 第1幕

#### 第1景
ドン・ジェロームの邸宅の広場。貴族のドン・ジェロームと、裕福な魚商人メンドーザが商談を交わしている。同時にメンドーザは、ジェロームの娘のルイーザと結婚させてほしいと頼み、ジェロームは承諾する。メンドーザが喜んで去っていくと、ジェロームの息子のフェルディナンドが現れ、富豪の娘クララに恋を受け入れてもらえないことを嘆く。
アントニオが現れて、恋人のルイーザのために窓の下でセレナードを歌う。謝肉祭のため仮面を付けた男たちにからかわれながらも彼は歌い続け、ルイーザとの二重唱になるがジェロームに追い払われてしまう。娘の処遇を考えるジェロームのことも仮面の男たちはからかっていく。

### 第2幕

#### 第2景
ドン・ジェロームの邸宅。ルイーザはドゥエンナ（側付の婦人）とともに、メンドーザから逃れる方法を考える。二人はたがいに入れ替わる計略を立て、ドゥエンナが裕福なメンドーザと、ルイーザはアントニオと結婚できるよう仕組むと決めたところへ、ドン・ジェロームがフェルディナンドを連れて部屋へ入ってくる。ジェロームはルイーザにメンドーザとの縁談を勧めるが、ルイーザは聞き入れず、フェルディナンドもルイーザに味方する。アントニオからルイーザへの手紙を見つけたメンドーザは、ドゥエンナが手引きをしたと考えて彼女を首にし追い出すが、実際に外に出ていったのは変装をしたルイーザだった。

#### 第3景
波止場。メンドーザが友人の没落貴族、ドン・カルロスと現れ、メンドーザは事業について自慢する。二人が退場すると、クララが侍女とともに登場し、ルイーザと行き会う。クララは継母から家に閉じこめられ、フェルディナンドの協力で逃げ出してきたのだった。クララもフェルディナンドを憎からず思っているが、大胆な彼の求愛をまえに尻込みをしている。ひとまず修道院に身を寄せるというクララに、ルイーザは一日だけクララの名を名乗らせてもらえるよう頼んで承諾を得る。
ルイーザはクララのふりをしてメンドーザに会い、アントニオを連れてきてほしいと頼む。クララをアントニオへあてがえばルイーザとの結婚の障壁はなくなると考えたメンドーザは承諾し、ドン・カルロスに頼んで彼女をメンドーザの家へと連れていかせる。

#### 第4景
ドン・ジェロームの邸宅。メンドーザが現れ、ルイーザと対面しようとする。ジェロームに席を外させたドゥエンナが変装して現れるとその醜さに彼は驚くが、ドゥエンナは彼を言いくるめ、ジェロームからの承諾など得ずに、今夜すぐに駆け落ちをしようと煽る。ドゥエンナと入れ替わりにジェロームが現れて、彼とともにメンドーザは婚約の成立を祝う。

### 第3幕

#### 第5景
メンドーザの邸宅。ルイーザとドン・カルロスが待っている家へ、メンドーザに連れられたアントニオが入ってくる。クララがいると聞かされた部屋へ入ったアントニオは、相手がルイーザだと気付きすぐに愛を語り合いはじめる。鍵穴から覗いていたメンドーザは、アントニオとクララが恋に落ちたと勘違いし悦に入る。

#### 第6景
ドン・ジェロームの邸宅。ジェロームは友人と従僕とともに合奏を楽しんでいる。前日の夜に、ルイーザ（に扮したドゥエンナ）はメンドーザとともに家から消えていた。メンドーザからの手紙を受け取ったジェロームは結婚への承諾のサインをして返し、続いてルイーザから届いた、駆け落ちの相手との結婚を許してほしいという手紙にもサインをして返す。

#### 第7景
修道院の庭。クララが現れ、フェルディナンドの愛に応える勇気がないことを嘆く。ルイーザとアントニオが現れ、ジェロームから結婚の許しが出たと知った二人は喜んで退場していく。そこにフェルディナンドが修道院を訪れて、これから結婚するアントニオとクララ（を名乗っていたルイーザ）を怒りとともに追っていく。それを物陰から見ていたクララはフェルディナンドの愛の大きさを知り、求愛を受け入れることに決める。

### 第4幕

#### 第8景
修道院内。僧侶たちが酒を飲み騒いでいるが、客が来ると聞いて慌てて真面目にふるまう。メンドーザとアントニオが現れ、それぞれ結婚の手続を行えるよう頼む。アウグスティン神父は一度断るものの、メンドーザが金を渡すと承諾する。そこへフェルディナンドが登場しアントニオと決闘を始める。クララが駆けつけてようやくフェルディナンドは勘違いに気付き、クララとフェルディナンドの二人を含めて無事に結婚の手続きが行われる。

#### 第9景
ドン・ジェロームの邸宅。婚礼の準備が進んでいるところへ、メンドーザがドゥエンナを、アントニオがルイーザを、フェルディナンドがクララを連れて登場する。メンドーザは妻がルイーザではないと知って逃げ出し、ドゥエンナはそれを追って退場する。ジェロームは事のいきさつに驚くが、最後には若者たちを許し、それぞれの夫婦を祝福する。一同の歓呼で幕となる。

## 組曲
1950年にプロコフィエフは、本作の音楽を再構成した全5曲からなる組曲「夏の夜」(露: Летняя ночь) Op. 123を作成している。
1. 導入
2. セレナーデ
3. メヌエット
4. 夢（夜想曲）
5. 踊り